# Yurumanguí (rijeka)
Yurumanguí je rijeka u Kolumbiji. Ulijeva se u Tihi ocean.